# 3751 Kiang
A 3751 Kiang (ideiglenes jelöléssel 1983 NK) a Naprendszer kisbolygóövében található aszteroida. Edward L. G. Bowell fedezte fel 1983. július 10-én.